# 泰山科技学院
泰山科技学院，是位于山东省泰安市岱岳区山口镇的一所民办普通高等学校。该院由重庆翔美教育投资有限公司、泰安杰森投资有限公司全资持有。

## 历史
2004年3月，中华人民共和国教育部批准设立的全日制普通本科高校山东科技大学泰山科技学院。
2021年2月2日，经中华人民共和国教育部批准，原属山东科技大学管理的独立学院山东科技大学泰山科技学院脱离该校管理，并转设为民办普通高等学校泰山科技学院，由重庆翔美教育投资有限公司、泰安杰森投资有限公司全资持有。

## 官網
- 官方网站